# Orchestre de chambre slovaque
L'Orchestre de chambre slovaque (Slovenský komorný orchester en slovaque), aussi connu internationalement sous le nom de Slovak Chamber Orchestra, est un orchestre de chambre de Slovaquie créé en 1960, basé à Bratislava.

## Histoire
L'Orchestre de chambre slovaque est fondé dans le cadre de la Philharmonie slovaque en 1960 par le violoniste et chef d'orchestre Bohdan Warchal (en),.  
La formation, constituée d'un ensemble à cordes de onze musiciens jouant sans chef, est indépendante depuis 1966.  

## Directeurs artistiques et violons solos
Comme directeurs artistiques et violons solos, se sont succédé à la tête de la formation, :
- Bohdan Warchal (en) (1960-2001) ;
- Ewald Danel (depuis 2001).

## Créations
L'orchestre a créé plus de soixante-dix œuvres, dont Tristium de Viktor Kalabis (1966).